# 무라세 유타
무라세 유타(일본어: 村瀬 勇太, 1989년 10월 28일~)는 일본의 축구 선수이다.

## 구단 경력
그는 2012년 J2리그의 마쓰모토 야마가 FC에 입단했다. 2013년부터 2019년까지 일본 풋볼 리그의 후지에다 MYFC, 라인미어 아오모리, 나라 클럽에서 뛰었다. 2020년 J3리그의 반라우레 하치노헤로 이적했다. 2021년 일본 풋볼 리그의 FC 마루야스 오카자키로 이적했다. 2024년후 현역 은퇴.